# Synarsis planifrons
Synarsis planifrons är en stekelart som beskrevs av Jean-Jacques Kieffer 1907. Synarsis planifrons ingår i släktet Synarsis och familjen pysslingsteklar. Inga underarter finns listade i Catalogue of Life.